# پی‌اس کمبریا (۱۸۴۸)
پی‌اس کمبریا (۱۸۴۸) (به انگلیسی: PS Cambria (1848)) یک کشتی است که طول آن ۲۰۷٫۵ فوت (۶۳٫۲ متر) می‌باشد. این کشتی در سال ۱۸۴۸ ساخته شد.